# Todesfall Dijon Kizzee
Dijon Kizzee war ein Afroamerikaner, der am 31. August 2020 in South Los Angeles von Polizisten des Los Angeles County Sheriff’s Department (LASD) erschossen wurde. Nach Aussagen des Anwalts seiner Familie gaben die Polizisten bei dem Vorfall 20 Schüsse ab. Sein Tod reihte sich in eine Serie verschiedener Fälle von teilweise tödlichen Einsätzen weißer Polizisten gegen Afroamerikaner ein. Kizzees Tod warf erneut Fragen nach exzessiver Polizeigewalt und Rassismus in der Gesellschaft der Vereinigten Staaten auf.

## Hintergrund
Der Tod von Dijon Kizzee ereignete sich, nachdem es seit dem Tod von George Floyd zu monatelangen Protesten gegen Polizeigewalt und Rassismus in den USA gekommen war. Wenige Tage zuvor war in Kenosha in Wisconsin der Schwarze Jacob Blake von Polizisten mehrfach in den Rücken geschossen worden. Bei den nachfolgenden Protesten erschoss ein 17-Jähriger zwei Menschen und verletzte einen weiteren.
Nach Kizzees Tod protestierten in den südlichen Bezirken von Los Angeles mehrere hundert Menschen gegen Polizeigewalt.

## Tod
Die Polizei stellte den Vorfall wie folgt dar: Zwei LASD-Beamte hätten Kizzee gegen 15.15 Uhr (Ortszeit PST) auf seinem Fahrrad angehalten, da er gegen Radfahr-Regeln verstoßen habe. Dann sei dieser von seinem Fahrrad gestiegen und weggerannt. Polizisten hätten ihn verfolgt. Bei der Verfolgung habe er einem Beamten ins Gesicht geschlagen. Dann habe Kizzee ein Bündel weggeworfen, in dem sich eine seit 2017 als gestohlen gemeldete halbautomatische Waffe befunden habe. Daraufhin hätten die beiden Polizisten das Feuer eröffnet.
Kizzee hatte die herausgefallene Waffe beim Weglaufen nicht aufgehoben. Die Beamten hätten Dijon Kizzee im Anschluss stundenlang liegengelassen, erklärte Benjamin Crump, der Anwalt seiner Familie. Gegen welche Radfahr-Vorschrift Kizzee zu Beginn des Vorfalls verstoßen haben soll, konnte die Polizei nicht angeben. Anwalt Crump teilte weiterhin mit, die Beamten hätten 20-mal geschossen. Die Polizei von Los Angeles gab an, es seien weniger Schüsse gewesen. Dijon Kizzee war zum Zeitpunkt seines Todes 29 Jahre alt.
Ein Augenzeugenvideo zeigt die Flucht Kizzees. National Public Radio schreibt, zu sehen sei, wie Kizzee etwas getragen habe, das wie ein Bündel Kleidung aussah. Die Polizisten waren nicht mit Body-Cams ausgestattet.